# Шевченкове (Бучанський район)
Шевче́нкове — село в Україні, яке входить до складу Білогородки, у Бучанському районі Київської області. Населення становить 895 осіб (перепис, 2001). Входить до складу Білогородської територіальної громади.
Виникло у 1920-і роки. Одна із перших згадок датована 1926 роком — Шевченків хутір мав 66 дворів та 303 мешканці.

## Галерея

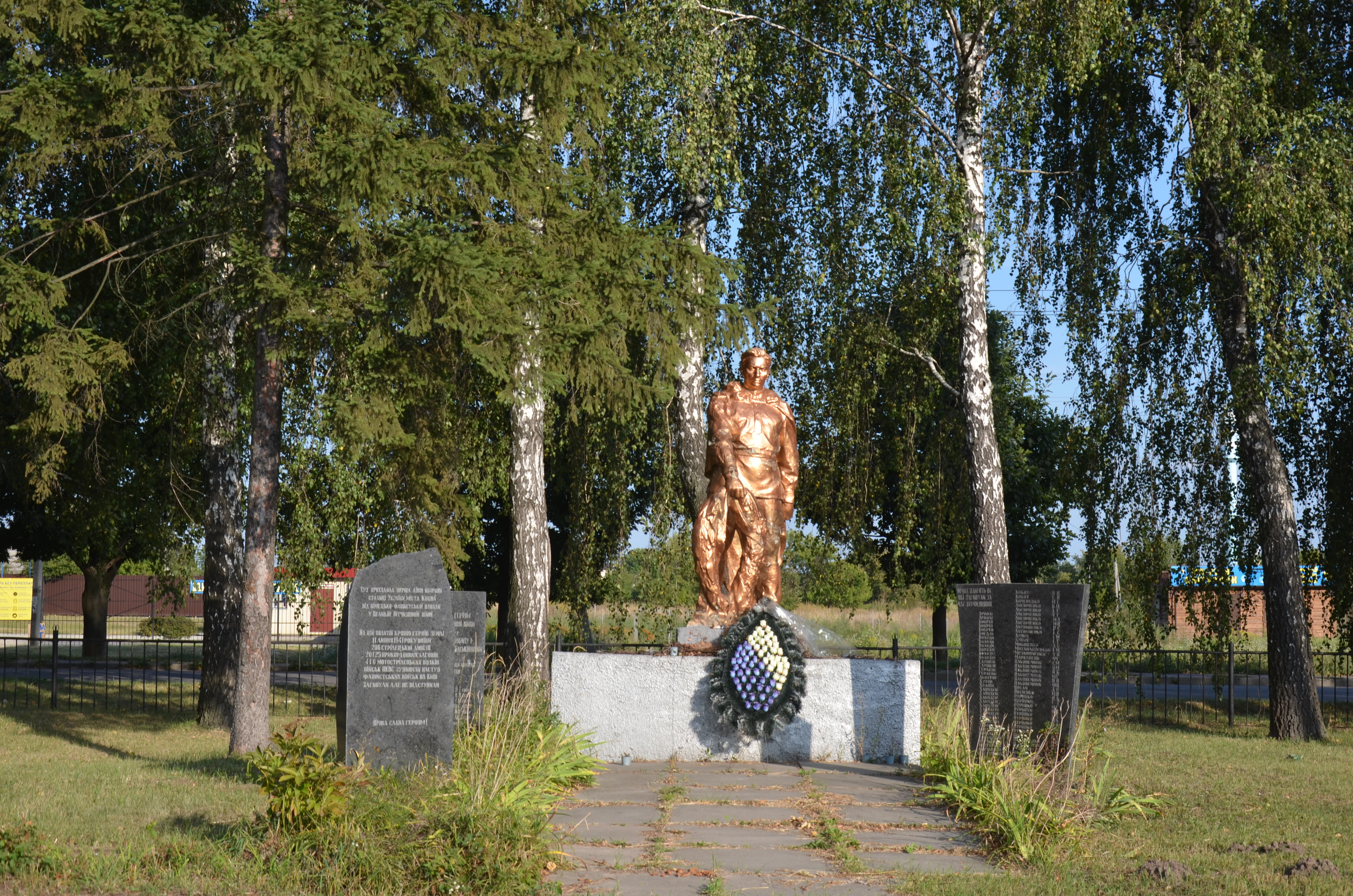
Братська могила воїнів Радянської Армії і пам'ятник воїнам-односельцям, село Шевченкове
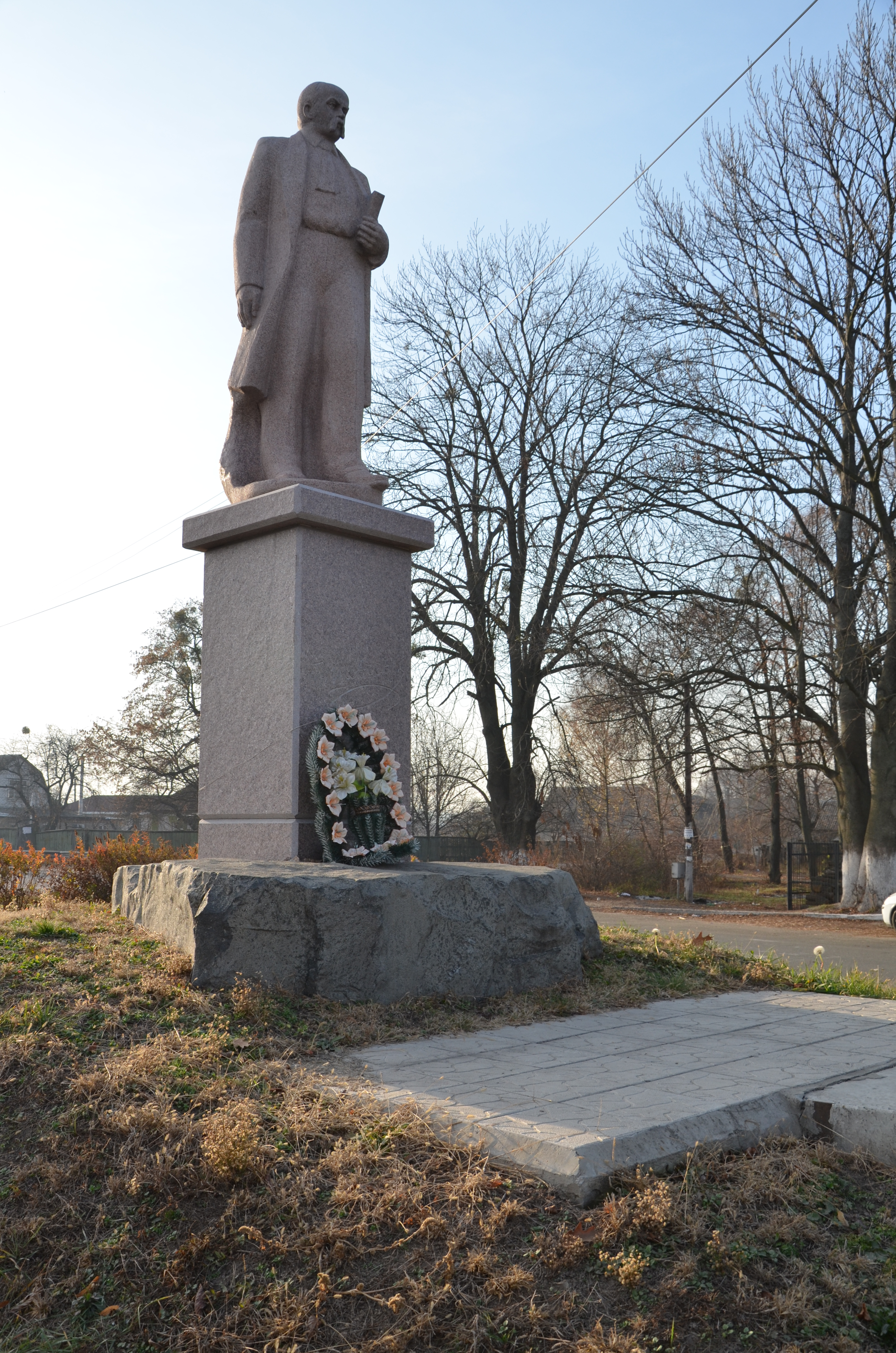
Пам'ятник Т.Г. Шевченку, село Шевченкове
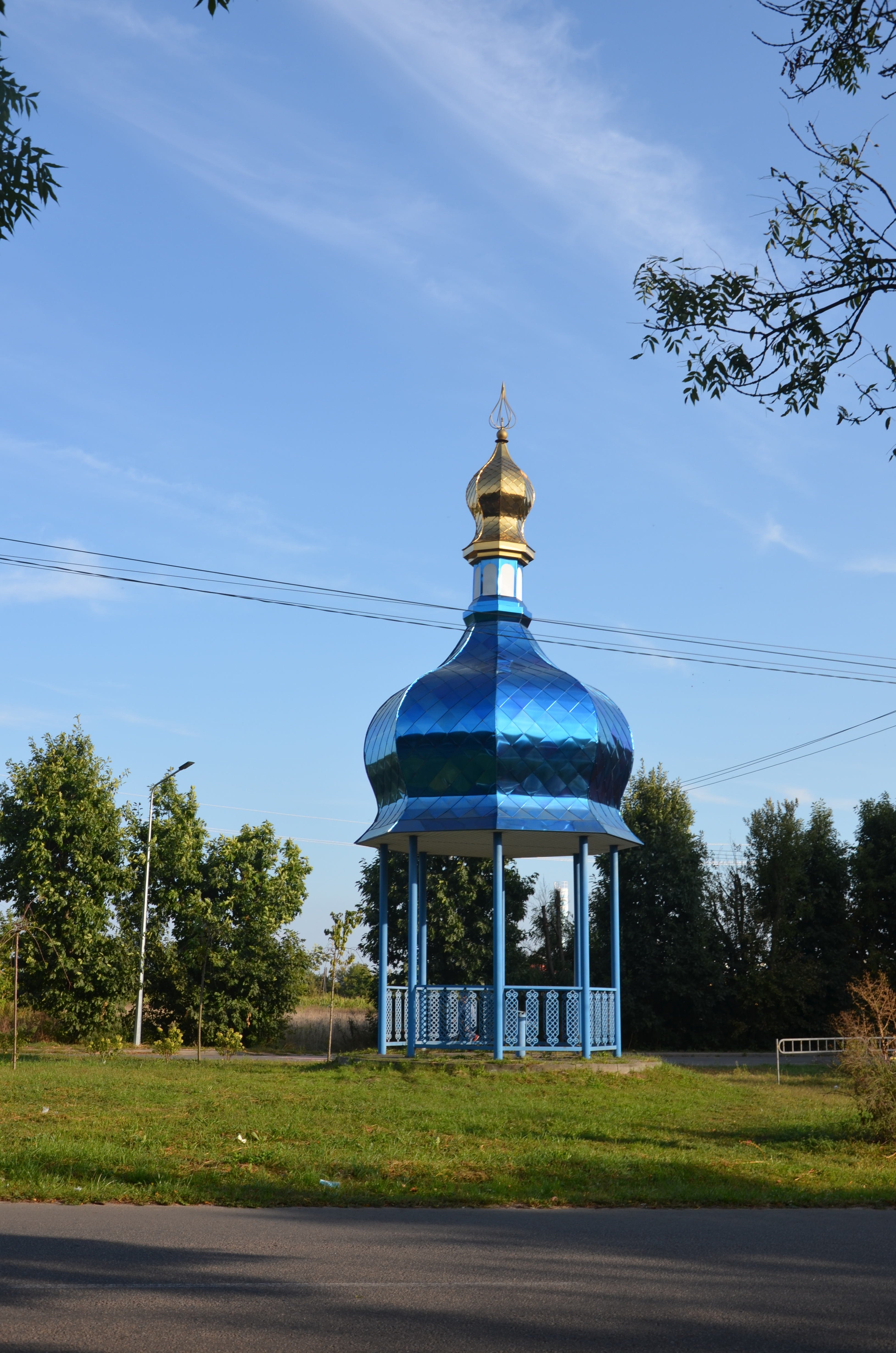
Бювет (не працює), село Шевченкове
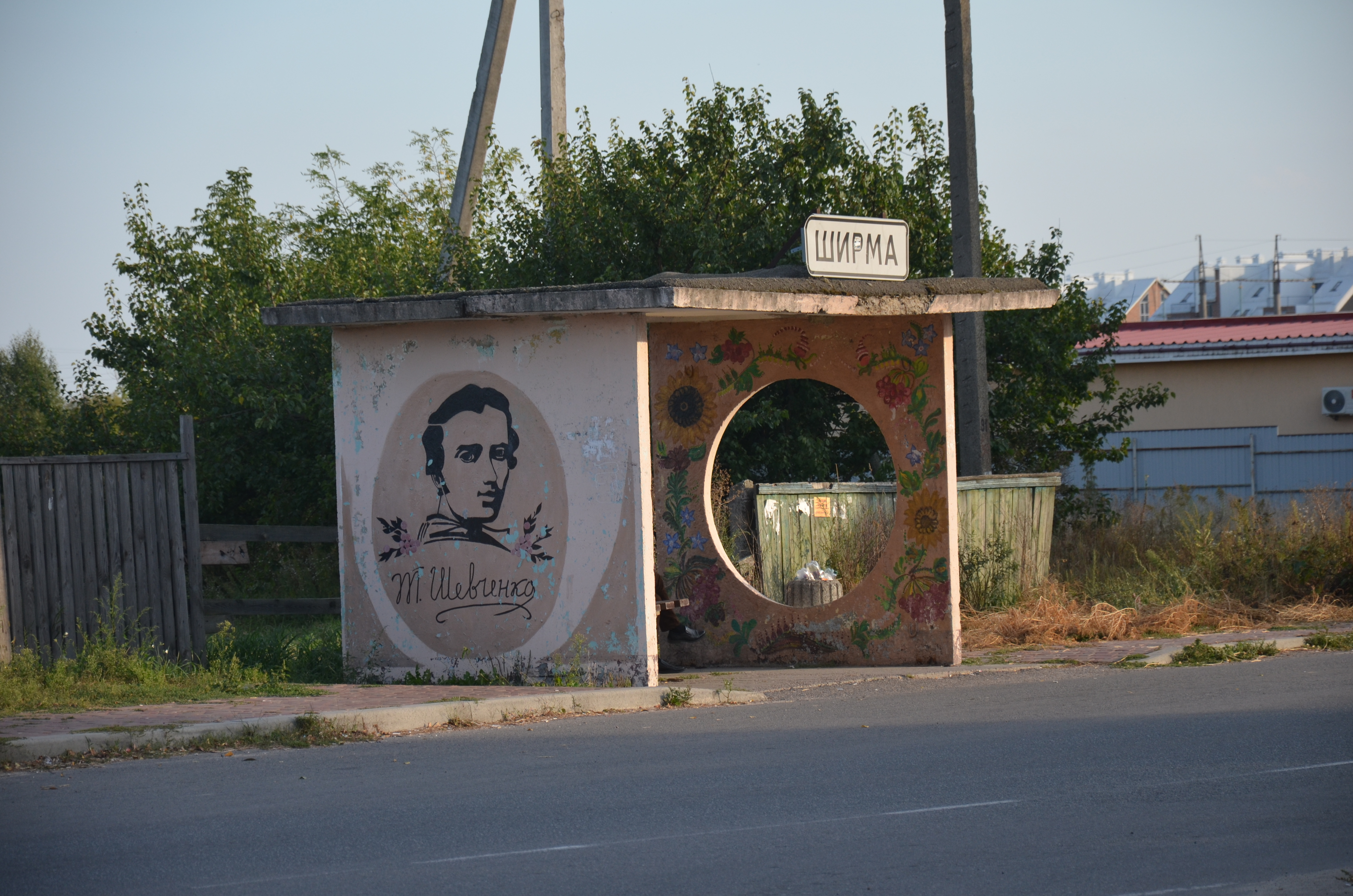
Автобусна зупинка, село Шевченкове
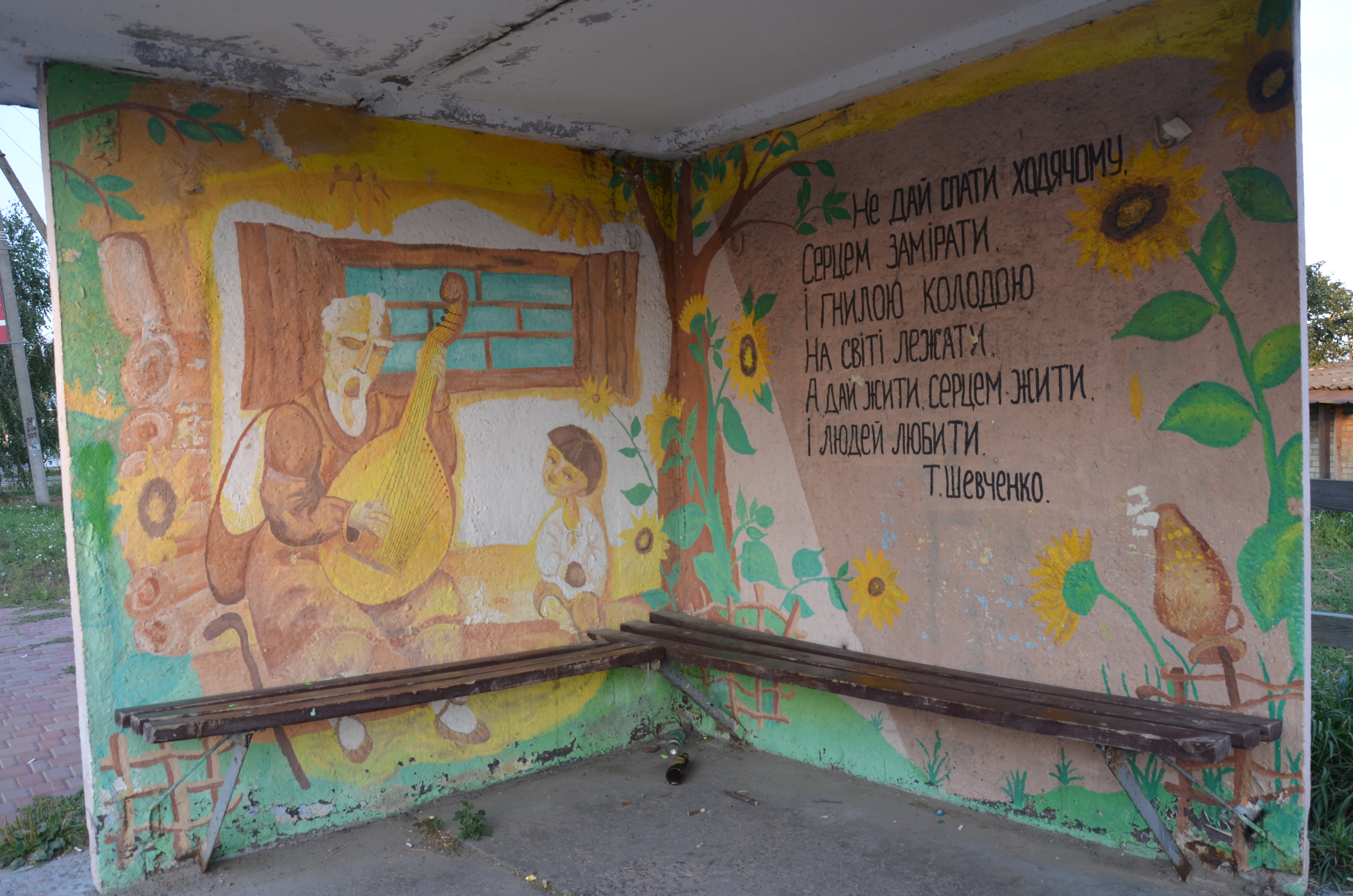
Автобусна зупинка, село Шевченкове